# Édouard Mortier
Édouard Mortier (teljes nevén Édouard Adolphe Casimir Joseph Mortier, Treviso első hercege (Le Cateau-Cambrésis, Nord-Pas-de-Calais, 1768. február 13. – Párizs, 1835. július 28.) Franciaország marsallja, a forradalmi és a napóleoni háborúk hadvezére, államférfi, miniszterelnök.

## Életének korai szakasza
Apja, Charles Mortier (1730 – 1808), a harmadik rend képviselője volt, anyja Marie Anne Joseph Bonnaire. 1791-ben lépett be a hadseregbe alhadnagyként.

## A forradalmi és a napóleoni háborúk idején
1792-1793-ban az északkeleti fronton és Hollandiában, a Maasnál és a Rajnánál harcolt. A quiévrain-i csatában kilőtték alóla a lovat, a jemappes-i,  a neerwindeni, és Sellemberg alatt a leuveni csatában adta tanújelét bátorságának. Valencia blokádjánál 150 emberével védte a Persian folyót hat órán keresztül a Famarsi tábor evakuációjánál. Adjutánssá léptették elő  Hondschoote-nál, 1793 októberében. Dourlers falu elfoglalásakor megsebesült, a Monsi, a brüsszeli, a leuveni és a fleurusi csatákban kitűnt bátorságával.
1794-ben Kléber tábornok alatt részt vett Saint-Pierre erődjének elfoglalásában, majd Marceau tábornok parancsnoksága alatt ott volt a rajnai átkelésnél Neuwiednél. 1796-ban Lefebvre marsall Sambre–Meuse hadseregének (Armée de Sambre-et-Meuse) elővéd parancsnoka.
A második koalíció háborúinak idején 1799-ben először altábornaggyá, majd hadseregtábornokká léptették elő. Az ő vezetésével foglalták el Hannovert. Az artlenburgi megállapodást ő vitte végbe, Napóleon császár 1804-ben a birodalom marsalljává léptette elő. Az ulmi csatában ő irányította a Grande Armée-t, a dürensteini csatában különösen kitüntette magát briliáns akciójával.
1806-ban ismét Hannover-ben és Északkelet-Németországban volt, 1807-ben ismét a Grande Armée-ben szolgált a friedlandi csatában.
1808-ban Napóleon császár kinevezte Treviso hercegének, és részt vett Madrid visszafoglalásában. Spanyolországban két csatában is részt vett, győzött az ocañai csatában 1809. novemberében. A Jeune Garde-nak, Napóleon fiatal gárdájának parancsnoka, 1814-ben a védekező hadjáratban kiváló szolgálatot látott el utóvédként. 1815-ben a Bourbon-restauráció után a száz nap idején Napóleon oldalára állt, de a waterlooi csatában ő kezdte a harcot, de abba kellett hagynia idegzsábája miatt.

## A napóleoni háborúk után
A második Bourbon-restauráció után kegyvesztett lett, de 1819-ben XVIII. Lajos király kinevezte Franciaország pairjévé, ezzel a felsőház tagjává. 1825-ben a Szentlélek-rend (Ordre des Chevaliers du Saint-Esprit) lovagja lett. A júliusi forradalom után 1830–1831 között Szentpéterváron francia nagykövetként működött, 1834–1835 között Lajos Fülöp király hadügyminisztere és miniszterelnöke volt. 1835-ben, amikor elkísérte Lajos Fülöpöt egy szemleútjára, akkor ő - és még rajta kívül tizenegy másik ember - a Giuseppe Marco Fieschi által elkövetett bombamerénylet áldozata lett. Lajos Fülöp király őszintén meggyászolta, és nyíltan megsiratta elveszített munkatársát a tábornokok temetőjében.